# Nes, Eysturoy
Nes este un oraș din Insulele Faroe.